# Поповский, Никола
Не следует путать с министром иностранных дел Республики Македонии Николой Попоским
Никола Поповский (макед. Никола Поповски; родился 24 мая 1962 года в Скопье, Македония) — македонский политик. Бывший председатель Собрания и министр финансов.

## Образование
Никола Поповский окончил экономический факультет Университета в Скопье со степенью магистра, тема диплома — экономическая основа информационного общества.

## Карьера
С 1992 по 2003 год был депутатом Собрания Республики Македонии и возглавлял фракцию СДСМ (1998—2002), одновременно являясь членом Парламентской ассамблеи Совета Европы (ПАСЕ) (1993—2002) и членом нескольких комитетов ПАСЕ в Страсбурге. В Собрании возглавлял парламентские комитеты по внешней политике (1992—1994), окружающей среды, молодёжи и спорта (1995—1998), финансов и бюджета (1998—2002).
С октября 2002 по ноябрь 2003 года был председателем Собрания Республики Македонии.
С ноября 2003 по август 2006 года — министр финансов Республики Македонии.
В 2006 году вновь избран в Собрание Республики Македонии и работал в нём до парламентских выборов в 2008 году.
С февраля 2009 года преподаёт в Европейском университете в Скопье.

## Семья
Никола Поповский женат и имеет одного ребёнка.